# Bianca-Jeanette Schröder
Bianca-Jeanette Schröder ist eine deutsche Altphilologin.
Bianca-Jeanette Schröder studierte von 1987 bis 1994 Klassische Philologie, Slavistik  und Erziehungswissenschaften an der Universität Hamburg. Von 1994 bis 1997 war sie dort Mitglied des Graduiertenkollegs „Textüberlieferung“. 1998 erhielt sie den Förderpreis „Dr. Helmut und Hannelore Greve Stiftung für Wissenschaften und Kultur“ der Joachim-Jungius-Gesellschaft der Wissenschaften.
Von März 1999 bis März 2001 war sie Stipendiatin am Thesaurus Linguae Latinae in München, seit April 2001 Wissenschaftliche Assistentin an der Universität München bei Wilfried Stroh. Am 17. November 2005 habilitierte sie sich für Klassische Philologie. Nach einer Gastprofessur an der University of Texas at Austin (Frühjahr 2007) wurde sie als Akademische Oberrätin auf Zeit an der Universität München angestellt. Von Februar bis April 2008 an der Universität Aarhus wurde sie im April 2008 zur Akademischen Rätin ernannt.
Bianca-Jeanette Schröder beschäftigt sich mit der lateinischen (und griechischen) Literatur der Republik (Cicero, Catull), der augusteischen Zeit (Horaz), der Kaiserzeit (Plinius der Jüngere, Lukian) und Spätantike (Ennodius). Zu ihren Forschungsschwerpunkten gehören antike Epistolografie und Übersetzungstheorie.

## Schriften (Auswahl)
- Titel und Text. Zur Entwicklung lateinischer Gedichtüberschriften, mit Untersuchungen zu lateinischen Buchtiteln, Inhaltsverzeichnissen und anderen Gliederungsmittel. Berlin/New York 1999. Untersuchungen zur antiken Literatur und Geschichte 54 (= Dissertation).
- Bildung und Briefe im 6. Jahrhundert. Studien zum Mailänder Diakon Magnus Felix Ennodius. Berlin/New York 2007 (= Habilitationsschrift).
- mit Jens-Peter Schröder: Studium Declamatorium. Untersuchungen zu Schulübungen und Prunkreden von der Antike bis zur Neuzeit. Joachim Dingel zum 65. Geburtstag. München/Leipzig 2003 (Beiträge zur Altertumskunde 176).
- Einführung in das Studium der lateinischen Literatur. Ein Arbeitsbuch. Tübingen 2010